# Raúl Lago
Raúl Juan Rodolfo Lago Finsterwald (Montevideo, Uruguay, 22 de agosto de 1939) es un político y diplomático uruguayo, quien se desempeñó como diputado por San José en 1985-1990, subsecretario del Ministerio del Interior en 1986-1989, ministro de Vivienda, Ordenamiento Territorial y Medio Ambiente en 1990-1992 y Secretario de la Presidencia en 2000-2005. Fue también embajador en Venezuela y desarrolló una carrera diplomática en la OEA como representante de dicha organización en Panamá y luego como representante especial para el diferendo territorial entre Belice y Guatemala.

## Primeros años
Nació en Montevideo el 22 de agosto de 1939.
Cursó estudios en la Facultad de Derecho de la Universidad de la República, donde obtuvo el título de procurador en 1964.

## Carrera política

### Diputado por San José
Adherente al Partido Colorado, en las elecciones de 1984 -que marcaron el retorno a la democracia tras la dictadura cívico militar- fue candidato a diputado por el departamento de San José por la lista 15,obteniendo una de las dos bancas correspondientes a dicho departamento en la XLII Legislatura (1985-1990).El restante escaño fue para Juan Antonio Oxacelhay del Partido Nacional. 
Lago ocupó efectivamente la banca durante menos de la mitad de la legislatura, ya que durante su actuación como subsecretario fue sustituido en la Cámara de Representantes por su suplente Heriberto Gaione,retornando luego a su banca en el Parlamento hasta febrero de 1990.
En las elecciones de 1989 fue nuevamente candidato a diputado por San José por la lista 15,pero no resultó reelecto. Las dos bancas del departamento de San José en dicha elección fueron para el Partido Nacional, correspondiendo a Jorge Chapper y a Alejandro Zorrilla de San Martín Llamas.

### Subsecretario del Ministerio del Interior
En abril de 1986 el presidente Julio María Sanguinetti y el nuevo ministro del Interior Antonio Marchesano designaron a Lago como subsecretario (viceministro) de dicha cartera.
Permaneció en el cargo durante tres años, hasta ser sustituido por Washington Baliero en abril de 1989.

### Ministro de Vivienda, Ordenamiento Territorial y Medio Ambiente
El 30 de mayo de 1990 el nuevo presidente Luis Alberto Lacalle lo designó como el primer titular del Ministerio de Vivienda, Ordenamiento Territorial y Medio Ambiente que acababa de crearse.
Desempeñó este cargo hasta febrero de 1992, cuando tras su renuncia fue sucedido por José María Mieres Muró.

### Embajador
En 1993 fue designado embajador de Uruguay en Venezuela.

### Secretario de la Presidencia
En marzo de 2000 el nuevo presidente Jorge Batlle nombró a Lago como su Secretario de la Presidencia,puesto que desempeñó durante la totalidad del mandato presidencial de Batlle, hasta marzo de 2005.

## Cargos internacionales
Tras finalizar su actuación pública en su país, ocupó diversos cargos en la Organización de Estados Americanos (OEA). 
Fue Representante Permanente del Secretario General de la OEA en Panamá.
Fue luego director de la Oficina de Prevención y Resolución de Conflictos, en cuya calidad tomó parte en negociaciones en Bolivia y encabezó la misión de observación en el referéndum constitucional de 2009 en dicho país.
Finalmente, fue representante especial del secretario general de OEA para el proceso de negociación concerniente al diferendo territorial entre Belice y Guatemala,cargo donde permaneció durante varios años y que dejó en 2016.

## Vida personal
Es hijo de Raúl Amílcar Lago Llambí y de Victoria Finsterwald Silva, quienes contrajeran matrimonio en 1938.
Raúl Lago contrajo matrimonio con María del Carmen Bouza del Río en 1965,con quien tuvo dos hijos, Alfredo Raúl y Carlos Federico. 
Su hijo Alfredo Lago fue electo edil departamental en San José en 2020,habiendo sido candidato a intendente ese año y a diputado en 2019, campaña en la que su padre Raúl Lago hizo una breve reaparición en la escena política nacional.

## Documental
- Lago es una figura entrevistada en el documental de 2024 Jorge Batlle: entre el cielo y el infierno, dirigido por Federico Lemos.